# Shine (canción de Take That)
«Shine» es una canción de la banda británica de pop Take That. Fue el segundo sencillo desprendido de su cuarto álbum de estudio Beautiful World del año 2006. Cuenta con la primera voz de Mark Owen, en la que tiene un sonido triunfal en contraste directo con "Patience", su anterior sencillo. La banda se inspiró en el estilo de los Scissor Sisters, una pista emocionante, que da esperanza, liberar el lado optimista de las cosas.
Realmente muestra la evolución de la banda musical, que han pasado por el territorio de Queen y Scissor Sisters (como todo el mundo parece estar haciéndolo hoy en día), más que el puro y original pop que los hizo famosos.
Gracias a "Shine", la banda obtuvo así, su décimo sencillo en lograr el puesto número uno en el Reino Unido. El video musical de la canción fue dirigido por Justin Dickel.

## Lista de canciones
Reino Unido – Sencillo en CD(1724294)
1. «Shine» (Radio Mix) – 3:29
2. «Trouble With Me» – 3:23

 Alemania – Sencillo en CD
1. «Shine» - 3:29
2. «Trouble With Me» – 3:23
3. «Patience» (Stripped Down Version) – 3:19
4. «Shine» (Video) – 3:29

 Países Bajos – Sencillo en CD
1. «Shine» – 3:29
2. «Trouble With Me» – 3:23
3. «Patience» (Stripped Down Version) – 3:19
4. «Patience» (Live In Goede Tijden, Slechte Tijden - Video) – 3:29

 Bélgica – Sencillo en CD
1. «Shine» – 3:29
2. «We Love To Entertain You» – 4:11

## Posicionamiento en listas y certificaciones
| Lista (2007)                                | Mejor posición |
| ------------------------------------------- | -------------- |
| Alemania (Media Control AG)                 | 21             |
| Austria (Ö3 Austria Top 40)                 | 24             |
| Bélgica (Flandes) (Ultratip Bubbling Under) | 4              |
| Bélgica (Valonia) (Ultratip Bubbling Under) | 16             |
| CEI (Tophit)                                | 29             |
| República Checa (Rádio Top 100)             | 92             |
| Dinamarca (Tracklisten)                     | 7              |
| Escocia (Scottish Singles Sales Chart)      | 1              |
| Eslovaquia (Rádio Top 100)                  | 11             |
| Eurochart Hot 100                           | 3              |
| Hungría (Rádiós Top 40)                     | 30             |
| Irlanda (IRMA)                              | 2              |
| Italia (FIMI)                               | 4              |
| Países Bajos (Dutch Top 40)                 | 18             |
| Reino Unido (UK Singles Chart)              | 1              |
| Rusia (NFPF)                                | 29             |
| Suiza (Schweizer Hitparade)                 | 27             |

| Región       | Lista anual (2007)      | Posición |
| ------------ | ----------------------- | -------- |
| Europa       | Eurochart Hot 100       | 55       |
| Italia       | FIMI                    | 34       |
| Países Bajos | Nederlandse Top 40      | 186      |
| Reino Unido  | Official Charts Company | 18       |

### Certificaciones
| País        | Organismo certificador | Certificación | Ventas    | Ref.   |
| ----------- | ---------------------- | ------------- | --------- | ------ |
| Dinamarca   | IFPI Dinamarca         | Oro           | 7 500     | [ 28 ] |
| Reino Unido | BPI                    | 2× Platino    | 1 200 000 | [ 29 ] |

### Sucesión en listas
| Anterior: «Ruby» de Kaiser Chiefs | UK Singles Chart — Sencillo Nro 1 4 de marzo de 2007 — 18 de marzo de 2007 (2 semanas) | Siguiente: «Walk This Way» de Girls Aloud & Sugababes |